# Aleksandra Jarmolińska
Aleksandra Irena Jarmolińska (ur. 6 września 1990 w Warszawie) – polska informatyczka, strzelczyni, uczestniczka igrzysk olimpijskich w Rio de Janeiro oraz Tokio, specjalizująca się w konkurencji skeet.

## Kariera sportowa
Jest zawodniczką CWKS Legia Warszawa, w zawodach startuje od 2005 roku. Odnosiła znaczące sukcesy jako juniorka. W 2008 roku została indywidualną mistrzynią Europy, a z drużyną zajęła 3. miejsce. W 2009 roku została indywidualną wicemistrzynią Europy, drużynowo mistrzynią oraz brązową medalistką mistrzostw świata w drużynie, a w 2010 roku brązową medalistką mistrzostw Europy w drużynie.
Reprezentowała Polskę na mistrzostwach świata seniorek w 2011 (28 m. indywidualnie), 2014 (18 m. indywidualnie), 2015 (18 m. indywidualnie), 2017 (28 m. indywidualnie) i 2018 (35 m. indywidualnie) oraz mistrzostwach Europy w 2011 (4 m. indywidualnie), 2012 (13 m. indywidualnie), 2013 (16 m. indywidualnie), 2014 (28 m. indywidualnie), 2015 (8 m. indywidualnie), 2016 (22 m. indywidualnie), 2017 (4 m. indywidualnie) i 2018 (16 m. indywidualnie). Na igrzyskach europejskich w 2015 roku zajęła 7. miejsce.

### Igrzyska olimpijskie
W 2015 roku wyrównała rekord świata w kwalifikacjach z wynikiem 75 punktów. Dało to możliwość wzięcia udziału w igrzyskach olimpijskich w Rio de Janeiro. W konkurencji skeetu zajęła 12. miejsce z wynikiem 68 punktów.
| Igrzyska | Miejscowość    | Konkurencja | Kwalifikacje | Kwalifikacje | Finał | Finał   |
| Igrzyska | Miejscowość    | Konkurencja | Wynik        | Pozycja      | Wynik | Pozycja |
| -------- | -------------- | ----------- | ------------ | ------------ | ----- | ------- |
| IO 2016  | Rio de Janeiro | Skeet       | 68           | 12.          | NQ    | NQ      |
| IO 2020  | Tokio          | Skeet       | 114          | 19.          | NQ    | NQ      |

## Kariera naukowa
W 2019 uzyskała doktorat nauk matematycznych w zakresie informatyki za wyróżnioną rozprawę Algorithms and models for protein structure analysis, napisaną pod kierunkiem prof. Anny Gambin.

## Życie prywatne
W 2021 roku, zaraz po IO w Tokio, wzięła ślub ze swoją wieloletnią partnerką - Agatą w Kopenhadze.